# 境界層

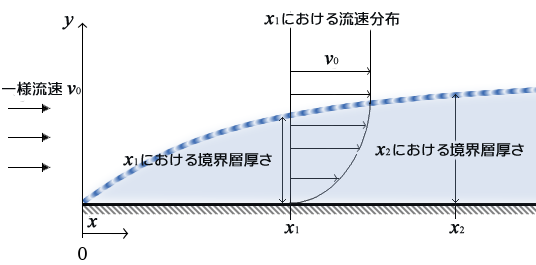
平板上に発達した境界層（青色部分）

境界層（きょうかいそう、英: boundary layer）とは、ある粘性流れにおいて、粘性による影響を強く受ける層のことである。1904年、ドイツの物理学者ルートヴィヒ・プラントルによって発見された。

## 概要
たとえば静止物体の置かれた一様流を考えたとき、物体近傍の流体は粘性によって物体に引っ張られ、速度が減少している。当然その減少の度合いは物体から離れるにつれ小さくなってゆくが、ある距離で無視できる程度になる。従って、この距離を境に粘性が強く影響する層と無視できる層に分けることができる。
このように粘性の影響の大きさに基づいて粘性流を二つの層に分けることを境界層近似といい、粘性を強く受ける方の層を境界層と呼んでいる。「近似」の適用によって、境界層外では比較的平易な非粘性流の解析を用いることができるため、粘性流の解析を効率的に行うことができる。
また、摩擦抗力は、境界層を生む力の反作用として物体に発生する抗力と考えることもできる。
なお、境界層の厚さについては三つの考え方がある。
99％境界層厚さ主流に対し99%までの速度の流れを含めるもの。
運動量厚させん断応力によってエネルギーが失われている部分全てを含めるもの。99％境界層厚さの約1/7.5の大きさである。
排除厚さ流速が遅くなった分だけ境界層がせり出したと考える厚さ。99％境界層厚さの約1/3の大きさである｡
境界層の厚さ δ は流れの主流方向の代表長さを l、流れのレイノルズ数を Rel とすると
{\displaystyle {\frac {\delta }{l}}=O(Re_{l}^{-{\frac {1}{2}}})}
のオーダーで評価される。すなわち高レイノルズ数流れに対して境界層は薄くなる。また壁面摩擦係数 cf のオーダーも
{\displaystyle c_{f}:={\frac {\tau _{w}}{\rho u^{2}/2}}=O(Re_{l}^{-{\frac {1}{2}}})}
であり、レイノルズ数の増大とともに減少する。ここで τw は壁面せん断力、ρ は流体密度、u は境界層外縁の速度である。

## 分類
層流境界層
層流で構成された境界層。層流境界層では流体同士の運動量交換が分子運動（流体分子の衝突）によってしか行われないため、これがあまり活発に行われない。このため乱流境界層よりも先に剥離する他、壁面近くでなだらかに減少する速度分布を示す。従って壁面との速度差が小さく、壁面に働く摩擦抗力は小さい。
レイノルズ数が大きくなると乱流境界層へと境界層遷移する。簡単な具体例として、一様な流れの中に平板を流れに沿うように置いた場合、平板前縁からの距離を代表長さとしてレイノルズ数を定義すると、おおよそ3.2×105前後となる地点で層流から乱流への遷移が起きる。
乱流境界層
乱流で構成された境界層。乱流境界層では流体の渦運動によって、大きい速度をもった流体とより壁面近くの運動量の小さい流体が混ざり、活発に運動量交換が行われる。このため、壁面近傍の流体へ運動量が供給され続けるので層流境界層よりも剥離しにくい。この性質に注目し、失速を嫌う飛行機の翼には意図的に乱流を作り出すための突起であるヴォルテックスジェネレータがしばしば設けられる。
また速度の平均化が起こるため、壁面付近で急激に減少する速度分布を持ち、従って摩擦抗力が大きい。

## 境界層剥離
境界層剥離とは、境界層が物体表面から離れた位置に形成されることを指す。
下流に行くほど流域が広くなるような流れ場では、下流に行くほど圧力が高くなる圧力勾配が形成される。このような圧力の勾配を逆圧力勾配と呼ぶ。勾配はまた、ベルヌーイの定理から、下流側に行くほど流速が減少することも意味している。このため、強い逆圧力勾配をもつ流れでは、境界層内の比較的流速の小さい領域で流速が負の値となって逆流が発生する。このとき、境界層が逆流領域の上に形成されるため、境界層が物体から剥がれたように見えることから、この現象を境界層剥離と呼ぶ。
境界層剥離は失速の原因となるため、航空機の翼設計において非常に重要な現象である。

## 境界層制御
航空機の主翼の境界層を制御する複数の手法を意味する。層流境界層維持が目的時には、層流制御 (Laminar flow control, LFC) とも呼ばれる。高揚力装置として短距離離着陸機等で使用される。

## 境界層方程式
境界層について連続の式とナビエ-ストークス方程式の各項のオーダーを検討すると、次の、流れの方向に対する運動方程式を得ることが出来る。この式を境界層方程式（boundary layer equations）という。
{\displaystyle u{\frac {\partial u}{\partial x}}+v{\frac {\partial u}{\partial y}}=U{\frac {\partial U}{\partial x}}+\nu {\frac {\partial ^{2}u}{\partial y^{2}}}}
ただしU は主流速度、ν は動粘性係数である。この方程式の境界条件は、壁面 (y = 0) での粘着条件と境界層外部 (y = δ) での主流速度との一致：
{\displaystyle {\begin{aligned}&u=v=0\quad (y=0),\\&u=U\quad (y=\delta )\end{aligned}}}
である。境界層内の速度分布が相似であると仮定すれば、無次元速度u /U はy /δ のみの関数として表すことができる。
また、圧力P に関しては
{\displaystyle {\frac {\partial P}{\partial y}}=0}
すなわち、境界層内の圧力は、外側の圧力に等しいことが導かれる。

## 壁法則

混合距離モデルにより計算される壁付近の流速分布（壁法則）

壁面近傍では平均速度についてかなり普遍的な法則が成り立つことが知られている。乱流の壁面付近での速度分布は、壁に沿う流れの平均速度U を無次元化した U+ = U / Uτ の分布が壁面からの距離 y を無次元化した y+ = y / δν の関数として与えられることが実験的に確かめられている。この関係を壁法則（wall law）または速度分布が対数関数を用いて表されることから対数速度則という。ここで
{\displaystyle U_{\tau }:={\sqrt {\frac {\tau _{\mathrm {w} }}{\rho }}}}
は摩擦速度、
{\displaystyle \delta _{\nu }:={\frac {\nu }{U_{\tau }}}}
は粘性長さで、これらは壁近くの粘性領域を代表するスケールである（τw は壁面せん断応力、ρ は流体密度、ν は流体の動粘性率）。
壁近傍では速度勾配が大きいことから、CFDでは普通、この領域の格子間隔を密に配置しなければならない。しかし、実際の計算ではさまざまな制約により格子点数を減らすことが要求される。壁法則の利用はこのような要求に応えるものであり、実務的な計算に多用されている。
壁法則は次の無次元方程式
{\displaystyle {\frac {dU^{+}}{dy^{+}}}={\frac {1}{y^{+}}}\Phi _{\mathrm {I} }(y^{+}),\quad {\frac {y}{a}}\ll 1}
またはこれを積分した
{\displaystyle U^{+}=f_{\mathrm {w} }(y^{+})}
で表される。ここでa は流れのスケールであり、y /a << 1 は壁に十分近い領域であることを表す。
境界層は壁からの無次元距離 y+ によって次の3通りの領域に分類され、速度分布U+ が異なる関数 ΦI および fw で表される。これはカルマンの三層模型と呼ばれる。
粘性底層
y+ < 5-10の、壁面に非常に近い領域では、U+ = y+ が成り立つ。
緩衝層
粘性底層と次の対数層の中間領域である。
対数層
y+ > 30 かつ y /a < 0.25 の領域、または10 < y+ < 500-700の領域では、ΦI は定数とおくことができ、
{\displaystyle {\frac {dU^{+}}{dy^{+}}}={\frac {1}{\kappa y^{+}}}}
またはこれを積分して
{\displaystyle U^{+}={\frac {1}{\kappa }}\ln y^{+}+B}
と表すことができる。定数κ はカルマン定数と呼ばれ、通常
- κ = 0.41, B = 5.2
- 滑らかな平板に対してはκ = 0.4, B = 5.5

が実験による速度分布をよく再現する。
一方、緩衝層を無視し次のように表される二層模型もある。これは式の形から1/7乗則とも呼ばれる。
- 0 < y+ < 12.26 でU+ = y+
- 12.26 < y+ でU+ = 8.57(y+)1/7